# Heladio Ramírez López
Heladio Ramírez López är en ort i Mexiko.   Den ligger i kommunen San Lucas Ojitlán och delstaten Oaxaca, i den sydöstra delen av landet, 300 km sydost om huvudstaden Mexico City. Heladio Ramírez López ligger 108 meter över havet och antalet invånare är 153.
Terrängen runt Heladio Ramírez López är varierad. Runt Heladio Ramírez López är det ganska glesbefolkat, med 39 invånare per kvadratkilometer. Närmaste större samhälle är San Lucas Ojitlán, 10,4 km norr om Heladio Ramírez López. Trakten runt Heladio Ramírez López består huvudsakligen av våtmarker.